# Lili Bordán

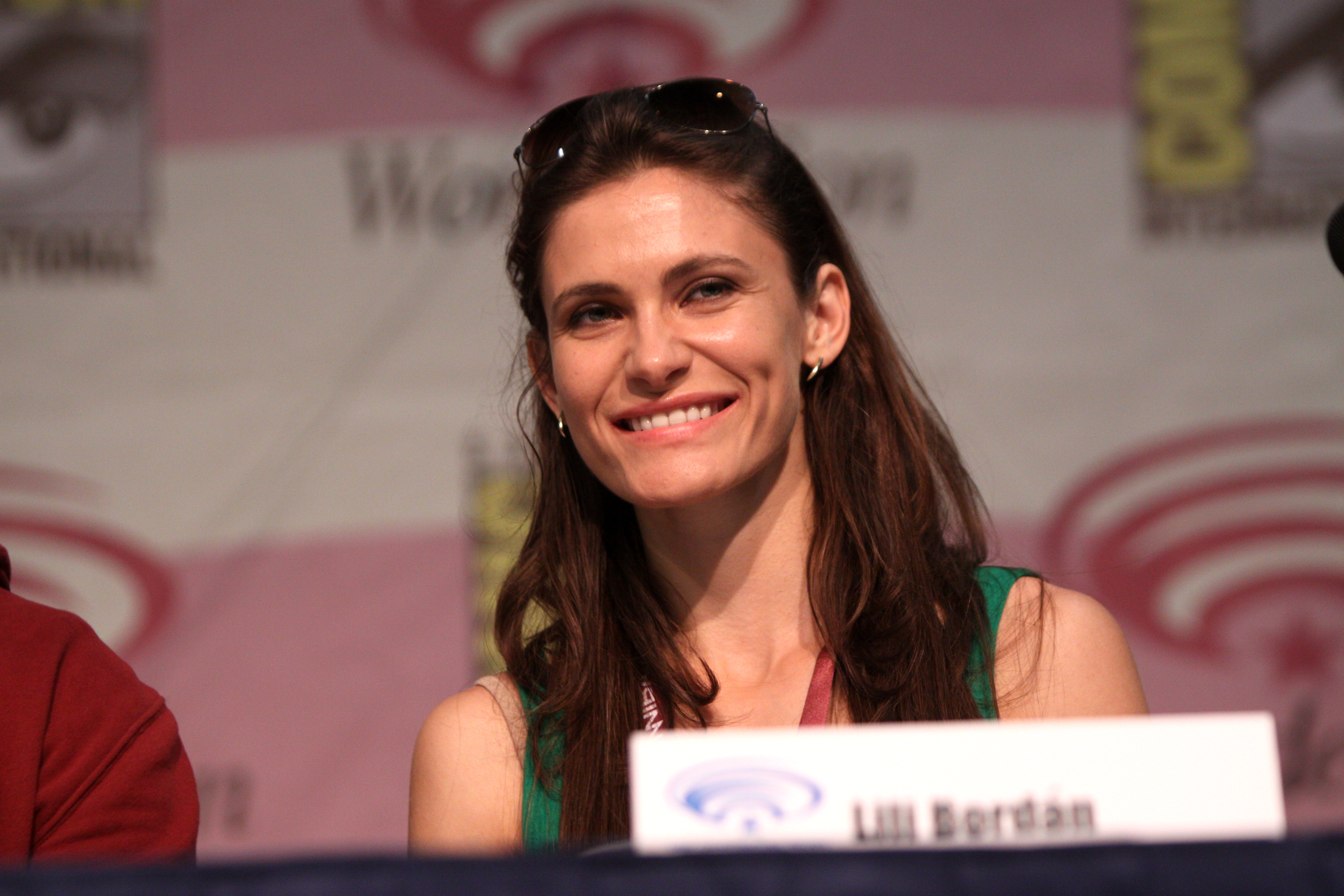
Lili Bordán (2013)

Lili Bordán (anhörenⓘ; * 12. März 1982 in Bronxville, Westchester County, New York) ist eine ungarisch-US-amerikanische Schauspielerin und Filmschaffende.

## Leben
Bordán wurde als Tochter der ungarischen Schauspielerin Irén Bordán und eines Ungarn in den USA geboren. Erste Erfahrung im Schauspiel sammelte sie in ihrer Kindheit als Bühnendarstellerin. Während ihrer Zeit am Sarah Lawrence College schloss sie ihr Studium in Theaterwissenschaft und westlicher Literatur des 19. Jahrhunderts ab. Sie nahm Schauspielunterricht bei der Schauspieltrainerin Susan Batson. Nach Abschluss ihres Studiums zog sie nach Ungarn. Sie ist mit Englisch und Ungarisch als Muttersprachen bilingual aufgewachsen und spricht außerdem fließend Französisch.
Sie debütierte Anfang des 21. Jahrhunderts als Schauspielerin. Es folgten in den ersten Jahren überwiegend Nebenrollen in US-amerikanischen oder ungarischen Produktionen wie 2005 in Ein Trauzeuge zum Verlieben, 8mm 2 – Hölle aus Samt, Just Sex … and Nothing Else oder München. 2012 übernahm sie im Fernsehfilm Battlestar Galactica: Blood & Chrome die weibliche Hauptrolle der Dr. Becca Kelly. Eine größere Serienrolle übernahm sie von 2012 bis 2013 in insgesamt 26 Episoden der Fernsehserie Max’s Midnight Movies, wo sie die titelgebende Hauptrolle verkörperte.
Neben dem Schauspiel ist sie auch als Drehbuchautorin, Produzentin und Regisseurin tätig. Sie machte ihre ersten Schritte mit Kurzfilmen, wirkte aber auch 2018 am Spielfilm Curtiz mit, wo sie außerdem eine Charakterrolle übernahm.

## Filmografie

### Schauspiel
- 2001: Law & Order: Special Victims Unit (Fernsehserie, Episode 2x19)
- 2003: Kistestvér
- 2004: Junkyard Dogs
- 2004: Shave (Kurzfilm)
- 2005: Kinder Garden
- 2005: Ein Trauzeuge zum Verlieben (The Best Man)
- 2005: 8mm 2 – Hölle aus Samt (8MM 2)
- 2005: Just Sex … and Nothing Else (Csak szex és más semmi)
- 2005: München (Munich)
- 2006: Joy Division
- 2006: Szüzijáték
- 2006: Kirándulás (Kurzfilm)
- 2006: Egy bolond százat csinál
- 2006: Tündérmese (Kurzfilm)
- 2007: The Moon and the Stars
- 2007: Téli mese (Kurzfilm)
- 2007: Az emigráns
- 2007: Painkiller Jane (Fernsehserie, Episode 1x19)
- 2007: Robin Hood (Fernsehserie, Episode 2x05)
- 2007: Könyveskép (Fernsehserie)
- 2007: 3 (történet a szerelemröl) (Kurzfilm)
- 2008: Luke 11:17 (Fernsehserie, Episode 1x08)
- 2008: Emergency Room – Die Notaufnahme (ER) (Fernsehserie, Episode 15x08)
- 2009: Esti mese-a szemöldököm (Kurzfilm)
- 2010: Kolorádó Kid
- 2010: Cherry.
- 2010: The Story of F***
- 2010: Level 26: Dark Prophecy
- 2010: Finders Keepers (Kurzfilm)
- 2011: Silent Witness (Fernsehserie, 2 Episoden)
- 2011: Casino (Fernsehserie, 3 Episoden)
- 2011: A Love Affair of Sorts
- 2011: Zero (Fernsehfilm)
- 2011: Moon (Fernsehfilm)
- 2011: Boxed In (Kurzfilm)
- 2012: Titans of Newark (Kurzfilm)
- 2012: The River (Fernsehserie, Episode 1x07)
- 2012: Battlestar Galactica: Blood & Chrome (Fernsehfilm)
- 2012–2013: Max’s Midnight Movies (Fernsehserie, 26 Episoden)
- 2013: Halfway Somewhere Else (Kurzfilm)
- 2014: The Smoke
- 2014: Földindulás (Fernsehfilm)
- 2015: X Company (Fernsehserie, 6 Episoden)
- 2015: The Gloaming (Kurzfilm)
- 2015: Apparition
- 2015: Grace Stirs Up Success
- 2015: Extinction
- 2015: Strike Back (Fernsehserie, Episode 5x09)
- 2015: Der Marsianer – Rettet Mark Watney (The Martian)
- 2016: Teen Wolf (Fernsehserie, Episode 5x18)
- 2016: A Life Lived
- 2016: Westworld (Fernsehserie, Episode 1x05)
- 2017: Live or Die in La Honda
- 2018: A Love Deed (Kurzfilm)
- 2018: Book Club – Das Beste kommt noch (Book Club)
- 2018: Welcome to Curiosity
- 2018: Curtiz
- 2018: The Nun
- 2018: Regarding the Case of Joan of Arc
- 2019: Beneath the Leaves
- 2019: Hawaii Five-0 (Fernsehserie, Episode 9x15)
- 2020: Escape: Puzzle of Fear
- 2021: FBI – International (Fernsehserie, Episode 1x02)
- 2022: Inventing Anna (Miniserie, Episode 1x05)

### Filmschaffende
- 2006: Kirándulás (Kurzfilm) (Drehbuch, Produktion)
- 2011: A Love Affair of Sorts (Kurzfilm) (Drehbuch)
- 2018: NEXT (Kurzfilm) (Drehbuch)
- 2018: Curtiz (Produktion)
- 2021: One Night Only (Kurzfilm) (Drehbuch, Produktion, Regie)